# Musotima leptorrhoda
Musotima leptorrhoda là một loài bướm đêm trong họ Crambidae.